# Chlorek berylu
Chlorek berylu, BeCl2 – nieorganiczny związek chemiczny z grupy chlorków, sól kwasu chlorowodorowego i berylu.
Chlorek berylu otrzymuje się m.in. w reakcji berylu z chlorem lub chlorowodorem, lub przez ogrzewanie tlenku berylu z chlorem i węglem lub ze związkami chlorującymi (CCl4, PCl3, PCl5 itp.). Można oczyścić go przez sublimację.
Chlorek berylu tworzy silnie higroskopijne kryształy. Bezwodny chlorek berylu dobrze rozpuszcza się w rozpuszczalnikach nukleofilowych, np. alkoholu i eterze. Łatwo również tworzy z takimi rozpuszczalnikami związki addycyjne zawierające najczęściej dwie cząsteczki organiczne. Wodne roztwory chlorku berylu mają odczyn silnie kwasowy. W stanie stopionym słabo przewodzi prąd elektryczny (σ = 0,0032 Ω−1cm−1). Jest związkiem o deficycie elektronów, stosowany jest jako katalizator (kwas Lewisa), łagodniejszy od AlCl3.
W stanie stałym tworzy łańcuchy zbudowane z czworościanów [BeCl4], w których beryl ma liczbę koordynacyjną 4. W fazie gazowej tworzy liniowe monomery oraz dimery zawierające dwa mostkowe atomy chloru (l.k. berylu 3).
Pod wpływem wody łatwo hydrolizuje z wytworzeniem kompleksu [Be(H2O)4]Cl2, w którym cząsteczki wody są bardzo silnie związane.